# Anna Deinet
Anna Caroline Deinet-Possart (22. Februar 1843 in Frankfurt am Main – 8. August 1919 in München) war eine deutsche Opernsängerin der Stimmlage Sopran. Sie war 15 Jahre lang an der Münchner Hofoper verpflichtet, wo sie 1865 in der Uraufführung von Wagners Tristan und Isolde die Brangäne übernahm.
Sie wurde zur Kammersängerin ernannt.

## Leben und Werk
Anna Deinet war Schülerin von Elise Seebach und debütierte 1861 am Opernhaus von Frankfurt a. M. in der Rolle der Gabriele im Nachtlager von Granada von Conradin Kreutzer. Danach war sie jeweils eine Spielzeit lang am Hoftheater von Wiesbaden, wo sie erste große Erfolge verzeichnen konnte, und am Bremer Stadttheater verpflichtet. 1863 wurde sie zu einem längeren Gastspiel an die Münchner Hofoper eingeladen. Sie stellte sich dort als Isabella in Meyerbeers Robert der Teufel vor, als Königin der Nacht in der Zauberflöte sowie als Leonore in Verdis Troubadour. Sie wurde als festes Ensemblemitglied aufgenommen und sang ein breites Spektrum an Rollen, darunter zwei Richard-Wagner-Uraufführungen – am 10. Juni 1865 die Brangäne in Tristan und Isolde, es dirigierte Hans von Bülow, und am 26. Juni 1870 die Helmwige in der Walküre. Zu ihren großen Partien zählten auch heitere Charaktere wie die Susanna in Figaros Hochzeit oder die Marie in Donizettis Regimentstochter. Sie sang die Paraderolle aller Koloratursopranistinnen, die Konstanze in Mozarts Entführung aus dem Serail, ebenso wie  die Venus in Wagners Tannhäuser, eine Partie, die heute zumeist mit einem Mezzosopran besetzt wird. Sie sang auch die Mathilde von Habsburg in Rossini Tell, die Inez in Meyerbeers Afrikanerin und das Ännchen im Weber’schen Freischütz. Am 31. August 1878 verabschiedete sie sich von der Bühne und ließ sich pensionieren. Sie arbeitete danach als Gesangslehrerin, zu ihrer Schülerinnen zählte Emma Kirch-Moerdes.

## Familie
Die Sängerin heiratete 1868 den ebenfalls in München engagierten Schauspieler Ernst von Possart (1841–1921), der als Richard III., Mephisto, Shylock und Jago brillierte, sich später auch als Regisseur betätigte und der von 1894 bis 1905 als Direktor die Münchner Hofoper leitete. Dieser Ehe entstammten vier Kinder, Cornelia (1865–1963), Herrmann (* 1868), Maxi (* 1871) und Anna (1875–1946). Cornelia, die nach ihrer Heirat den Namen Rider-Possart führte, wurde als Pianistin bekannt. Anna schlug wie die Mutter eine Gesangslaufbahn ein, zuerst unter dem Künstlernamen Ernesta Delsarta, nach der Heirat mit dem Tenor Robert Hutt auch als Anna Hutt bekannt.
1883 ließen sich Ernst von Possart und Anna Deinet scheiden, um fünf Jahre später in New York erneut zu heiraten. Anna Deinet-Possart starb 1919 im Alter von 76 Jahren in München.

## Grabstätte

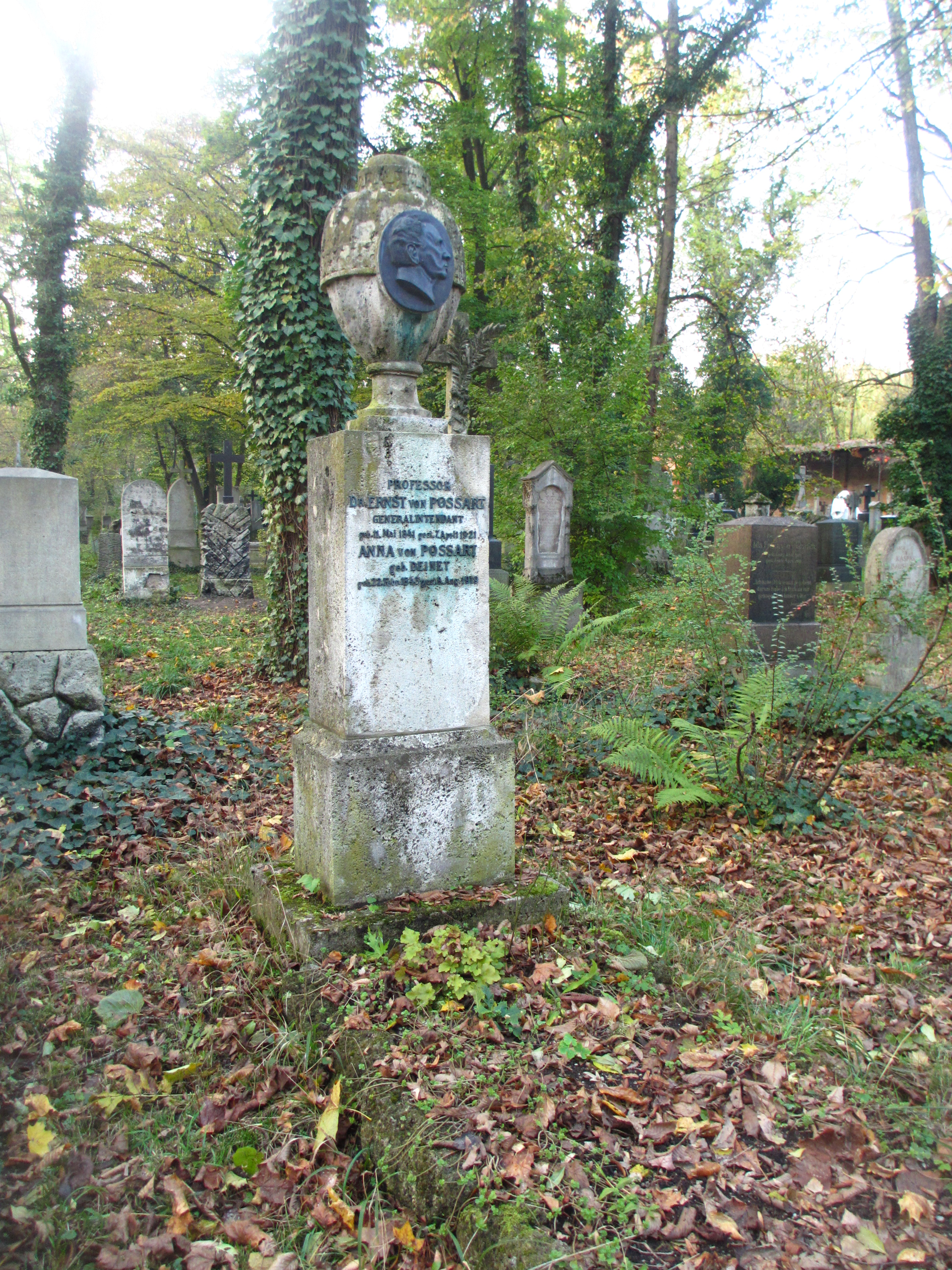
Grab von Anna Deinet-Possart auf dem Alten Südlichen Friedhof in München

Die Grabstätte von Anna Deinet-Possart befindet sich auf dem Alten Südlichen Friedhof in München (Gräberfeld 31 – Reihe 1 – Platz 30) Standort. in dem Grab befindet sich auch ihr Mann Ernst von Possart sowie die beiden Kinder Herrmann (* 1868), Maxi (* 1871).